# فرودگاه انناهود
فرودگاه انناهود (به انگلیسی: En Nahud Airport) یک فرودگاه با کد یاتا NUD است . این فرودگاه در شهر النهود کشور سودان قرار دارد .